# Bazilikata
Bazilikata (v italijanskem izvirniku Basilicata [bazilikàta]) je ena od dvajsetih dežel, ki sestavljajo Italijo. Meji na severu in na vzhodu z deželo Apulija, na zahodu s Kampanijo, na jugu s Kalabrijo in z Jonskim morjem. Deli se na dve pokrajini: Matera (31 občin) in Potenza (100 občin), Poleg Potenze in Matere je Melfi edina občina z več kot 15.000 prebivalci.

## Zemljepisna lega in podnebje
Razen ravninske obale na jugu dežele je površina gorata (47 %) in gričevnata (45 %). Najvišji vrh je Pollino z 2248 metri. Gričevje je ilovnato in podvrženo močni eroziji, kar povzroča pogoste zemeljske usade in plazove. Reke so hudourniškega značaja. Edino naravno jezero Monticchio je vulkanskega izvora, ostala jezera so umetna in se izkoriščajo za pridobitev pitne vode.
Podnebje je v glavnem sredozemsko ob obali in kontinentalno na višjih legah, vendar različne kombinacije lokalnih značilnosti delijo deželo na vsaj pet območij. Na severovzhodni planoti se prideluje žito in vinska trta, je pa tudi veliko listnatih gozdov. Severozahodni predel, ki leži na višini med 1200 in 1500 m, je pokrit z mešanim gozdom, medtem ko zajema jugozahodni del dežele visokogorsko področje z velikimi gozdovi iglavcev. Na osrednjem gričevnatem delu je večina ozemlja neprimerna za kmetovanje, zato je površina neobdelana. Skrajni jugovzhod je pa nasprotno intenzivno obdelana ravnina.

## Zgodovina
Po trditvah izvedencev je v Bazilikati bival že pokončni človek in že 5000 let pr. n. št. so bile tod utrjene naselbine. Prvotno pleme, o katerem imamo zgodovinske podatke, so bili Lukani in po njih se je dežela imenovala Lukanija (it. Lucania, izg. Lukànja) do trinajstega stoletja. Lukani so živeli v notranjosti, medtem ko so Grki v osmem in sedmem stoletju pr. n. št. ustanavljali kolonije vzdolž vse Jonske obale. V tretjem stoletju so deželo zajeli Rimljani. Po padcu rimskega cesarstva je bila dežela v rokah Bizantincev in nato Langobardov. Leta 1059 je vse ozemlje prišlo pod normansko nadoblast in mesto Melfi je postalo prestolnica države. Leta 1231 je Friderik II. prav tu razglasil Melfijske ustavne zakone.
Lukanija je bila še od šestega stoletja dalje podvržena turškim vpadom, zato so bili obalni kraji redko naseljeni. Pod pretvezo, da "zapodijo Turke", so pa v štirinajstem stoletju vladajoči Angiò deželo popolnoma opustošili. Šele v naslednjem stoletju so te kraje ponovno poselili ubežniki iz propadlega Vzhodnega cesarstva. Ime Bazilikata, s katerim so včasih nazivali pokrajino baje še iz časov bizantinske uprave (bazilikos je bil kraljevi nameščenec), se je sedaj splošno uveljavilo. V naslednjih stoletjih je bila Bazilikata pozorišče neštetih bojev in sporov med dinastijami, med vladarji in fevdalci, med fevdalci in ljudstvom. Kakor drugod po vsej južni Italiji, so se tudi tukaj pojavili razbojniki, ki so napadali velike zemljiške posestnike in oblast, ki jih je ščitila; med letoma 1860 in 1865 je razbojništvo doseglo svoj višek vsled hudih špekulacij bogatih slojev na račun ljudstva. Pod fašizmom se je dežela spet imenovala Lukanija, a republiška ustava je ponovno uvedla ime Bazilikata.
Leta 1980 je 23. novembra zadel pokrajino hud potres devete stopnje Mercalijeve lestvice oz. sedme stopnje Richterjeve lestvice. Povzročil je smrt 2914 oseb in ogromno gmotno škodo.

## Gospodarstvo
Bazilikata, tedaj najrevnejša in najmanj rodovitna dežela v Italiji, ob zedinjenju države (1861) ni bila pripravljena na novo davčno politiko in na gospodarsko konkurenco severnih pokrajin. Razlastitev cerkvenih posesti, ki je drugod po Italiji bila podlaga za razvoj gospodarstva, je tukaj povzročila le porabo obstoječega kapitala za posest nerodovitnih zemljišč in že tako revno kmetijstvo je propadlo. Kmetje so postali nezaposleno prebivalstvo in veliko se jih je izselilo. Razni državni posegi za izboljšanje razmer v deželi, kot na primer zakon iz leta 1904, niso zalegli. V tridesetih letih 20. stoletja so bile zgrajene vse važnejše ceste in predvsem glavni vodovod, toda kljub temu se je razmak s severom države večal. Bazilikati je pomagala šele povojna gospodarska politika Italije.
Danes je v deželi razvito kmetijstvo (žito, vinska trta, sadno drevje) in živinoreja (drobnica, prašiči), glavno bogastvo pa so ležišča metana in nafte, ki so pripomogla tudi k nastanku raznih industrij. Vzporedno se je okrepila tudi tekstilna in živilska industrija. Osebni dohodek je trenutno najvišji med deželami južne Italije.